# 軟骨魚綱
软骨鱼纲（学名：Chondrichthyes）是現存有頜类脊椎动物中最基干的类群，除了牙齿为硬骨外，内骨骼全部由软骨组成，因而得名。软骨鱼不具有鳔，体外无鳞或覆盖有盾鳞；每侧具有5－7个鳃裂分别开口于体外，或4个外被一膜质鳃盖；雄性的腹鳍里侧具有鳍脚；尾鳍呈歪尾型；肠具有螺旋瓣。软骨鱼类的生殖方式是体内受精，卵生、卵胎生或胎生。

## 进化
软骨鱼演化自棘魚綱，和硬骨鱼一起出现在志留纪后期。在占据顶级生态位的盾皮鱼在泥盆纪末大灭绝中灭绝后，软骨鱼不断进化并在石炭纪和二叠纪成为海洋中较为优势的物种，但在二叠纪末大灭绝中被重创，之后在中生代和新生代更是先后遭受了来自海洋爬行动物（特别是沧龙）和海洋哺乳动物（特别是齿鲸）的竞争压力。来自中国重庆秀山大约4.36亿年前的蠕纹沈氏棘鱼（Shenacanthus vermiformis）是迄今所知最早的保存完好的软骨鱼，确证了鲨鱼是从“披盔戴甲”的祖先演化而来。而来自中国贵州石阡大约4.39亿年前的双列黔齿鱼（Qianodus duplicis）和新塑梵净山鱼（Fanjingshania renovata）是最早的具有确凿证据的软骨鱼，同时使得有关奥陶纪、志留纪一些零散保存的鱼类鳞片和棘刺化石分类位置的争论有了明确的解答。

## 分类
现存的软骨鱼类主要分为板鰓亞綱和全頭亞綱（银鲛目）两个亚纲。其中板鳃亚纲包括鲨鱼、魟、鳐、锯鳐等。